# Stadion von Khartum
Das Stadium von Khartum (arabisch ملعب الخرطوم, DMG Malʿab al-Ḫarṭūm) ist ein Mehrzweckstadion in der sudanesischen Hauptstadt Khartum.
Es liegt im Zentrum von Khartum, gegenüber der Universität Sudan für Wissenschaft und Technologie, an einem Verkehrskreuz der Stadtautobahn.
Es wird hauptsächlich für Fußballspiele benutzt und hat eine Kapazität von 23.000 Zuschauern.
Es war eines von zwei Austragungsorten der Fußball-Afrikameisterschaft 1970 sowie der afrikanischen Nationenmeisterschaft 2011 und ist das Heimstadion des Al Khartum SC.